# Seekopf (Gemeinde Lunz)
Seekopf ist eine Katastralgemeinde der Gemeinde Lunz am See im Bezirk Scheibbs in Niederösterreich.
Die Katastralgemeinde befindet sich am „Kopf“ des Lunzer Sees und erstreckt sich von diesem nach Süden fast bis zur Landesgrenze zur Steiermark. Seekopf ist auch der Name einer Einzellage oberhalb des Westufers.

## Geschichte
Laut Adressbuch von Österreich waren im Jahr 1938 in Seekopf ein Gastwirt, ein Milchproduktehändler, eine Pappenfabrik und einige Landwirte ansässig.

## Siedlungsentwicklung
Zum Jahreswechsel 1979/1980 befanden sich in der Katastralgemeinde Seekopf insgesamt 85 Bauflächen mit 28.472 m² und 11 Gärten auf 18.669 m², 1989/1990 gab es ebenso 85 Bauflächen. 1999/2000 war die Zahl der Bauflächen auf 148 angewachsen und 2009/2010 bestanden 95 Gebäude auf 148 Bauflächen. Diese befinden sich vor allem an der Südseite des Lunzer Sees.